# Acantopsis
Acantopsis là một chi cá trong họ cá chạch Cobitidae thuộc bộ Cá chép. Các loài trong chi Acantopsis thường xuất hiện các vùng cát bồi ven sông ở Đông Nam Á và dọc theo tuyến sông Mekong ở Thái Lan, Lào, và Campuchia. Trong số đó, loài A. rungthipae là loài thủy sản có giá trị thương mại cao.

## Các loài
Các loài được ghi nhận trong chi này gồm:
- Acantopsis bruinen Boyd, So, Thach & Page, 2018[6]
- Acantopsis dialuzona van Hasselt, 1823: Cá khoai sông
- Acantopsis dinema Boyd & Page, 2017[2]
- Acantopsis ioa Boyd & Page, 2017[2]
- Acantopsis multistigmatus Vishwanath & Laisram, 2005
- Acantopsis octoactinotos Siebert, 1991
- Acantopsis rungthipae Boyd, Nithirojpakdee & Page, 2017[2]
- Acantopsis spectabilis (Blyth, 1860)
- Acantopsis thiemmedhi Sontirat, 1999

Acantopsis choirorhynchos (Bleeker, 1854) được xếp đồng nghĩa với A. dialuzona.